# 남철송장역
남철송장역(Nam-cheolsong station, 南鐵送場驛)은 부산광역시 강서구 가덕도동 가덕도 북쪽에 위치한 신항남선의 종착역이다. 부산신항의 남측 부두에 위치한다.

## 역사
- 2013년 1월 31일 : 영업 개시[1]
- 2013년 3월 14일 : 부산신항선에서 신항남선으로 분리[2]